# ライクスタッフィング
ライクスタッフィング株式会社（LIKE-staffing Co.,Ltd.）は、東京都渋谷区と大阪府大阪市北区の2本社制を敷くライクの完全子会社（登記上本店は、大阪市側）。

## 概要
ジェイコム旧法人（現・ライク）のいわゆる「受け皿会社」として設立される。2009年12月1日に、ジェイコムホールディングス（ジェイコムより改称）より吸収分割により事業を譲受され、本格稼動開始した。

## 沿革
- 2009年
  - 6月 - ジェイコムスタッフ株式会社として設立
  - 12月1日 - ジェイコムホールディングス株式会社（ジェイコム旧法人）より事業を譲受したことに伴い、ジェイコム株式会社に改称
- 2010年6月 - 東京本社を設置し、従前の本社である大阪本社とともに2本社体制とする（登記上は、大阪のまま）
- 2016年12月1日 - ライクスタッフィング株式会社へ商号変更

## 所在地
- 大阪本社（本店） - 大阪府大阪市北区角田町8番1号　梅田阪急ビルオフィスタワー19階
- 東京本社 - 東京都渋谷区道玄坂一丁目12番1号 渋谷マークシティ ウェスト17階
- 支社 - 北海道（札幌）、東北（仙台）、北関東（さいたま）、千葉、横浜、東海（名古屋）、北陸（金沢）、中国（広島）、四国（高松）、九州（福岡）
- サテライトオフィス - 北東北（盛岡）、群馬（高崎）、茨城（つくば）、八王子、幕張、新潟、静岡、京都、岡山、鹿児島